# Rodrigo Vera
Rodrigo Andrés Vera Hernández, es un periodista deportivo chileno, que estudió en la Universidad de Chile. Recibió el premio al Mejor Reportaje de Periodismo Deportivo que entrega la Universidad Adolfo Ibáñez. Ha trabajado en el área deportiva de Canal 13, pero también en otras áreas periodísticas de Mega, además trabaja para la señal de Directv Sports. Es hijo del también periodista Alipio Vera.

## Carrera periodística
En su paso por Canal 13, realizó distintas labores periodísticas, principalmente ligadas al trabajo en los eventos deportivos que transmitió la señal televisiva chilena. Desde 2013 participó de los programas matutinos 3x3 y el noticiario Tele13 AM, entregando la información deportiva de cada día y algunas otras noticias destacadas.
Rodrigo Vera, presenció por su trabajo en Canal 13, el Mundial de Brasil 2014, ya que integraba el equipo que transmitió los partidos de la selección chilena. Dentro de la cobertura periodística del Mundial de 2014, Rodrigo Vera participó del programa Échale la culpa a Río, su principal función fue hablar sobre algunas figuras que participaron en dicho evento deportivo, pero con la particularidad de relacionarlos con el contenido de cada capítulo del programa que realizó Canal 13.
Trabajó en la cobertura de la Copa América de 2015 gracias a sus labores de reportero en Canal 13 para el evento futbolístico que se desarrolló en Chile. En la Copa América Centenario también trabajó para Canal 13, nuevamente como reportero al borde de la cancha desde Estados Unidos, donde realizó despachos para algunos programas de la señal televisiva chilena.
Pero su trabajo como periodista también lo trasladó a las aulas, ya que en 2015 dictó un curso sobre reporteo para estudiantes de periodismo de la Universidad de Chile. El ramo se impartió en el segundo semestre de la carrera, compartió la enseñanza con Sebastián Campaña, Elizabeth Harries y Raúl Agurto. De esta manera regresó al recinto estudiantil en el que estudió su profesión, aunque ahora como profesor de un ramo.
En 2017 participó en la cobertura de la Copa Confederaciones de Rusia, ya que Canal 13 transmitió los partidos de la cita deportiva desde territorio ruso. Rodrigo Vera fue notero al borde de la cancha, en los partidos de la selección chilena, pero también debió realizar despachos para otros programas del mismo canal.
Entre el 14 de junio y el 7 de julio de 2019, participó en la cobertura de la Copa América de Brasil 2019, evento que logró una transmisión conjunta entre las áreas deportivas de Canal 13 y TVN, luego de un acuerdo entre los ejecutivos de ambos canales de televisión. Rodrigo Vera compartió transmisiones con Pedro Carcuro, Ignacio Valenzuela, Gustavo Huerta, Juan Cristóbal Guarello y Fernando Solabarrieta.
También participó de la conducción del documental Generación Dorada, una historia de selección que emitió Canal 13. En dicho trabajo audiovisual se mostraron los momentos más destacados de la selección chilena de fútbol, esto desde el proceso con el entrenador Marcelo Bielsa, hasta la obtención de la Copa América de 2015 y la Copa Centenario de 2016. Fueron tres capítulos que se transmitieron en 3 días, también participaron Ignacio Valenzuela y Juan Cristóbal Guarello, ya que los tres estuvieron en las coberturas de los eventos de la selección chilena. Junto a los mismos periodistas, desde mayo de 2020 participó de Generación Dorada, Copa América 2015, instancia en que se transmitieron los partidos de aquella competencia en la que la selección chilena de fútbol obtuvo el título. Durante seis domingos consecutivos se transmitieron los seis partidos que disputó la escuadra chilena. En aquella competencia, el equipo chileno enfrentó a las selecciones de Ecuador, México, Bolivia, Uruguay, Perú, y la victoria de la final frente a la selección de Argentina.
Otro evento deportivo en el que Rodrigo Vera participó en su paso por Canal 13 fue la Fórmula E. En 2018 la competición tuvo un circuito por las calles de Santiago, en dicha oportunidad el periodista entregó los detalles de la competencia en contactos en vivo. Mientras que en la edición de 2019 se desarrolló en el Parque O'Higgins, donde Rodrigo Vera tuvo una labor similar a la que desarrolló en el año anterior. En la competición de 2020 la carrera nuevamente se realizó en el Parque O’Higgins y el periodista también trabajó en la cobertura para Canal 13.
Desde el 27 de septiembre al 6 de octubre de 2019 participó en la cobertura que realizó Canal 13 al Campeonato Mundial de Atletismo de Doha del mismo año. Rodrigo Vera fue el encargado de conducir los programas y las competencias que se transmitieron. Para dicha cita deportiva compartió trabajo con Ignacio Valenzuela y Juan Cristóbal Guarello. Los eventos fueron difundidos por la señal abierta y las plataformas digitales del canal.
En septiembre de 2020 la relación laboral de Rodrigo Vera y Canal 13 terminó, ya que fue despedido de la señal televisiva. Junto al periodista también salieron otros profesionales que trabajaban en el canal. Rodrigo Vera mediante sus redes sociales manifestó su sorpresa frente a la decisión, ya que dejó de realizar lo que le apasiona, pero agradeció las muestras de cariño que le entregaron personas que le escribieron en sus redes.

## Críticas
En 2018 enfrentó críticas luego de calificar como lanzazo el apoyo que entregan los hinchas al plantel de Colo Colo el día previo a un clásico del fútbol chileno. Frente a los dichos emitidos por el periodista, el Club Social y Deportivo Colo-Colo manifestó su malestar, exigió las disculpas por parte de Canal 13 y de Rodrigo Vera. Además, los dichos generaron 15 denuncias ante el Consejo Nacional de Televisión en agosto de 2018. Rodrigo Vera utilizó sus redes sociales para aclarar que sus dichos no tenían el objetivo de calificar a todos los hinchas de esa manera, ya que sus declaraciones apuntaban a las personas que realizaban desórdenes en la previa de los clásicos.

## Trabajo en radio
La radio, es otra área donde Rodrigo Vera ha trabajado, ya que en 2015 comenzó su participación en Tele13 Radio, señal 103.3FM en el programa Digan la Verdad que se transmitió de lunes a viernes entre las 14 y 15 horas. El objetivo del espacio era comentar noticias del mundo deportivo. Rodrigo Vera compartió sus labores periodísticas junto a Aldo Schiappacasse, Felipe Vial, Rodrigo Eyzaguirre y Marco Antonio Cumsille.
Además, el periodista participó en Jugamos Con Todo, programa deportivo que se transmitió en Sonar FM y en Tele13 Radio. El proyecto comenzó el 4 de marzo de 2019 y se realizaba entre las 14 y 15 horas. Junto a Rodrigo Vera estuvieron Rodrigo Eyzaguirre, Pablo Aranzaes e Ignacio Pérez Tuesta.

## Premios y nominaciones
En noviembre de 2017, Rodrigo Vera recibió el premio al Mejor Reportaje de Periodismo Deportivo que es organizado por la Escuela de Periodismo de la Universidad Adolfo Ibáñez. En este trabajo, el periodista revivió con información el partido que disputaron las selecciones de fútbol de Chile y la Unión Soviética en 1973.
En 2021 fue nominado al Premio Periodismo de Excelencia Digital que entrega la Universidad Alberto Hurtado, esto gracias a su trabajo en Spotify con el trabajo El lado Bielsa, Todas Las Caras del Loco. Este fue un emisor Podcasting que reveló el paso del entrenador Marcelo Bielsa por la selección chilena. En uno de los capítulos el periodista reveló antecedentes desconocidos del llamado Puerto Ordazo, así se denomina a ciertos actos de indisciplina que cometieron algunos jugadores de la selección chilena en la Copa América 2007.

## Trabajo en Spotify
En la plataforma de Spotify, también participó en el proyecto Historias de la Generación Dorada. En los capítulos, el periodista relata los principales éxitos de la selección chilena posterior al Mundial Sub-20 de 2007 en Canadá. Entre los capítulos se encuentra la entrega de detalles del partido entre Chile y España, que se jugó en el Estadio Maracaná en el Mundial de Brasil 2014. Rodrigo Vera comenta los goles de Alexis Sánchez y Charles Aránguiz, al igual que algunos pormenores de la previa del encuentro deportivo.

## Carrera deportiva
Rodrigo Vera, durante muchos años, ha practicado y jugado hockey patín. Su relación con dicho deporte comenzó a los seis años. En 2019 disputó el Panamericano de Hockey Patín de Santos. Luego de un receso de 12 años, retomó la competencia en Brasil, junto al equipo Academia, en la categoría que participan hockistas mayores de 40 años. La vuelta a las pistas llegó de la mano con la obtención del trofeo en tierras brasileñas, ya que en la final Rodrigo Vera y sus compañeros se impusieron al Internacional de Regatas por 4-2 con un gol del periodista chileno.

## Actualidad
En marzo de 2021 llega hasta Mega para participar en el programa Modus Operandi: Radiografía del Delito. El objetivo del proyecto televisivo, fue mostrar las distintas maneras de actuar de algunos delincuentes en el territorio chileno. Rodrigo Vera, con su participación en el programa, exploró una nueva faceta en el periodismo, decidió iniciar un proceso relacionado con temas policiales, según manifestó en sus redes sociales.
En mayo de 2021 participó de Mega Game que fue transmitido en Mega, Discovery y ETC TV, este último, es el canal que creó la idea. El programa enfrentó a 16 famosos en el videojuego FIFA 21. Rodrigo Vera estuvo a cargo de los comentarios de los partidos, mientras que Cristián Sánchez fue el conductor y Patricio Barrera fue el encargado de relatar los encuentros.
También trabaja en el equipo de Directv Sports, ejecutando labores periodísticas, específicamente realizando despachos y comentarios en los programas que transmite la señal televisiva de pago. Además, en algunas ocasiones entrega algunos comentarios e información deportiva en la radio chilena Rock & Pop.